# Shastasaurus
Shastasaurus ("lagarto del Monte Shasta") es un género extinto de ictiosaurio del Triásico Medio y Superior, y es el reptil marino más grande que se haya encontrado. Varios ejemplares han sido encontrados en Estados Unidos, Canadá y China. Este animal ha sido interpretado como un especializado devorador de peces y cefalópodos sin concha, que atrapaba través de la succión.

## Descripción

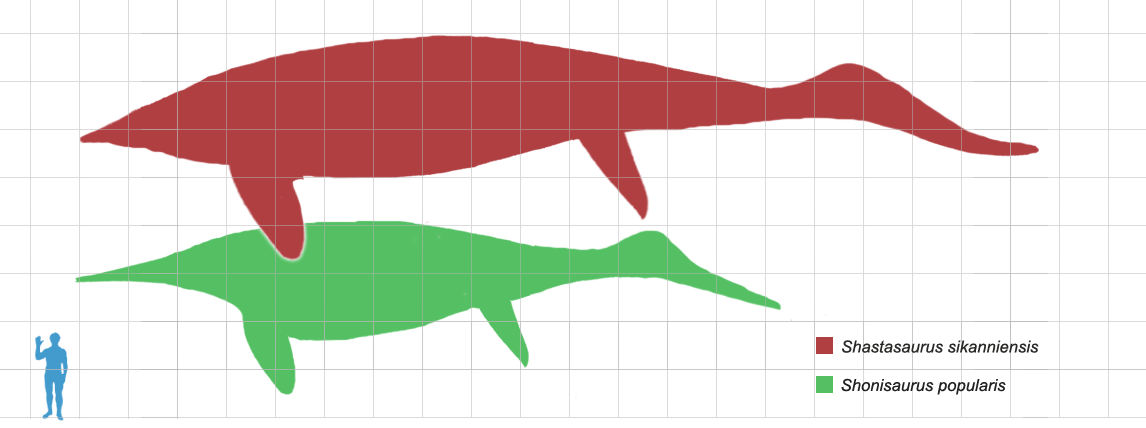
Tamaños comparativos de Shonisaurus popularis (en verde) y la posible especie de Shastasaurus S. sikanniensis (en rojo) junto a un ser humano

Shastasaurus vivió durante el periodo Triásico. S. sikanniensis es conocido de la Formación Pardonet en la Columbia Británica, datando del periodo Noriense Medio (hace unos 210 millones de años). Si la especie S. sikkanniensis efectivamente pertenecía a Shastasaurus, sería la mayor especie, llegando a medir 21 metros de largo.
Shastasaurus estaba altamente especializado, y difería considerablemente de otros ictiosaurios. Era un animal de perfil bastante delgado. En los mayores especímenes la caja torácica medía menos de 2 metros de alto, a pesar de tener una distancia de cerca de 7 metros entre las aletas de su tronco.
Su cráneo además era inusualmente corto, con un hocico trunco y desdentado, muy distinto a los hocicos alargados y dentados, similares a los de los delfines, que tenían la práctica totalidad de los demás ictiosaurios. Parece probable entonces que este extraño hocico indique que el Shastasaurus era un devorador por succión, alimentándose sobre todo de cefalópodos de cuerpo blando, que carecían de conchas para defenderse. Mediante la rápida apertura de la boca y tirando de la lengua, creaba un flujo repentino de agua que absorbía a su presa en sus fauces abiertas. Muchas ballenas, incluyendo los cachalotes y las ballenas picudas (zifios), cazan con una técnica similar hoy en día y ellos también han reducido mucho los dientes.
La parte de su cráneo donde se situaban los músculos de apertura de la mandíbula era particularmente grande. Esto, combinado con su hocico corto, probablemente le permitía abrir su boca rápidamente. También tenía grandes huesos hioides, que le permitían recoger su lengua hacia atrás bruscamente. 
En S. liangae, la única especie con varios cráneos bien preservados, el cráneo solo contenía un 8.3% de la longitud corporal total (9.3% en un ejemplar juvenil). A diferencia de su pariente Shonisaurus, incluso los jóvenes Shastasaurus carecían por completo de dientes. El hocico estaba bastante comprimido a través de una disposición única de los huesos craneales. A diferencia de muchos otros reptiles, el hueso nasal, que usualmente forma la parte media del cráneo, se extendía hasta la punta del hocico, y todos los huesos del hocico se estrechaban abruptamente.
Shastasaurus tradicionalmente ha sido representado con una aleta dorsal, una característica hallada en varios ictiosaurios más avanzados. No obstante, otros shastasáuridos probablemente carecían de aletas dorsales, y no hay ninguna evidencia concreta que apoye la presencia de dicha aleta en alguna de sus especies. La aleta superior de la cola era probablemente mucho menos desarrollada que las colas de media luna -parecidas a las de los tiburones- que se encuentran en especies de ictiosaurios posteriores.

## Especies y sinonimia

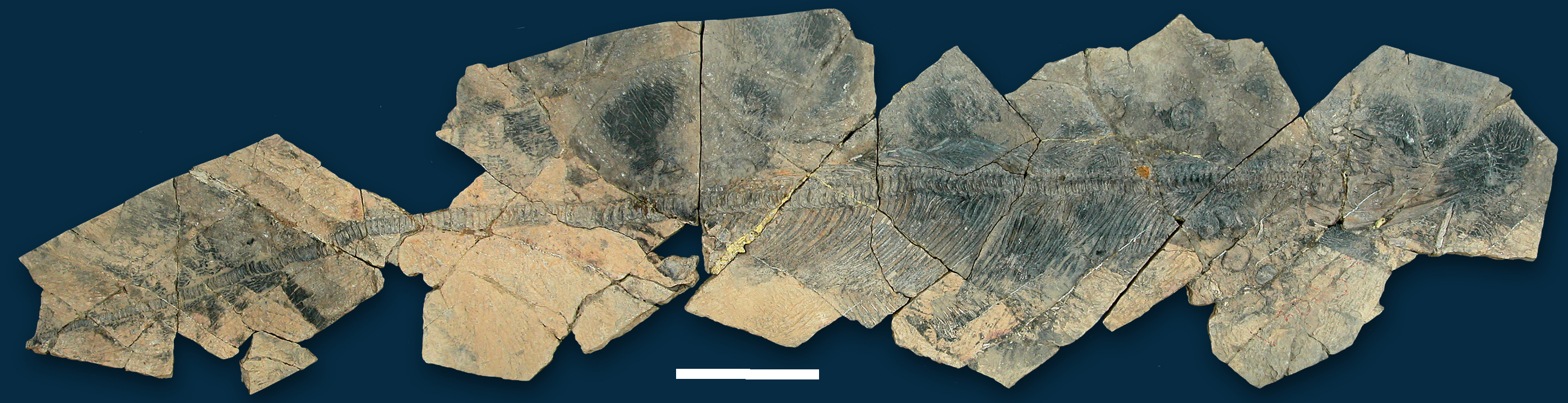
Espécimen juvenil (YGMIR SPCV03108) de Guanlingsaurus liangae, que podría ser una especie de Shastasaurus

La especie tipo de Shastasaurus es S. pacificus, del periodo Carniense tardío del norte de California. Es conocido sólo de restos muy fragmentarios, lo que llevó a asumir que era un ictiosaurio 'normal' en términos de proporciones corporales, especialmente las del cráneo. Varias especies de ictiosaurios de hocico largo fueron asignadas a Shastasaurus basándose en esta interpretación errónea, por lo que ahora se les clasifica en sus propios géneros (incluyendo a Callawayia y Guizhouichthyosaurus).
Shastasaurus liangae fue la primera especie que definitivamente mostró que era Shastasaurus era un animal de distintivos hocico corto y mandíbulas desdentadas. Es conocido de varios ejemplares en buen estado, y originalmente se le colocó en un género separado, Guanlingsaurus. El mayor espécimen (YIGMR SPCV03109) mide 8.3 metros de longitud. Un ejemplar juvenil (YIGMR SPCV03108) también fue hallado, midiendo unos 3.74 metros de largo.

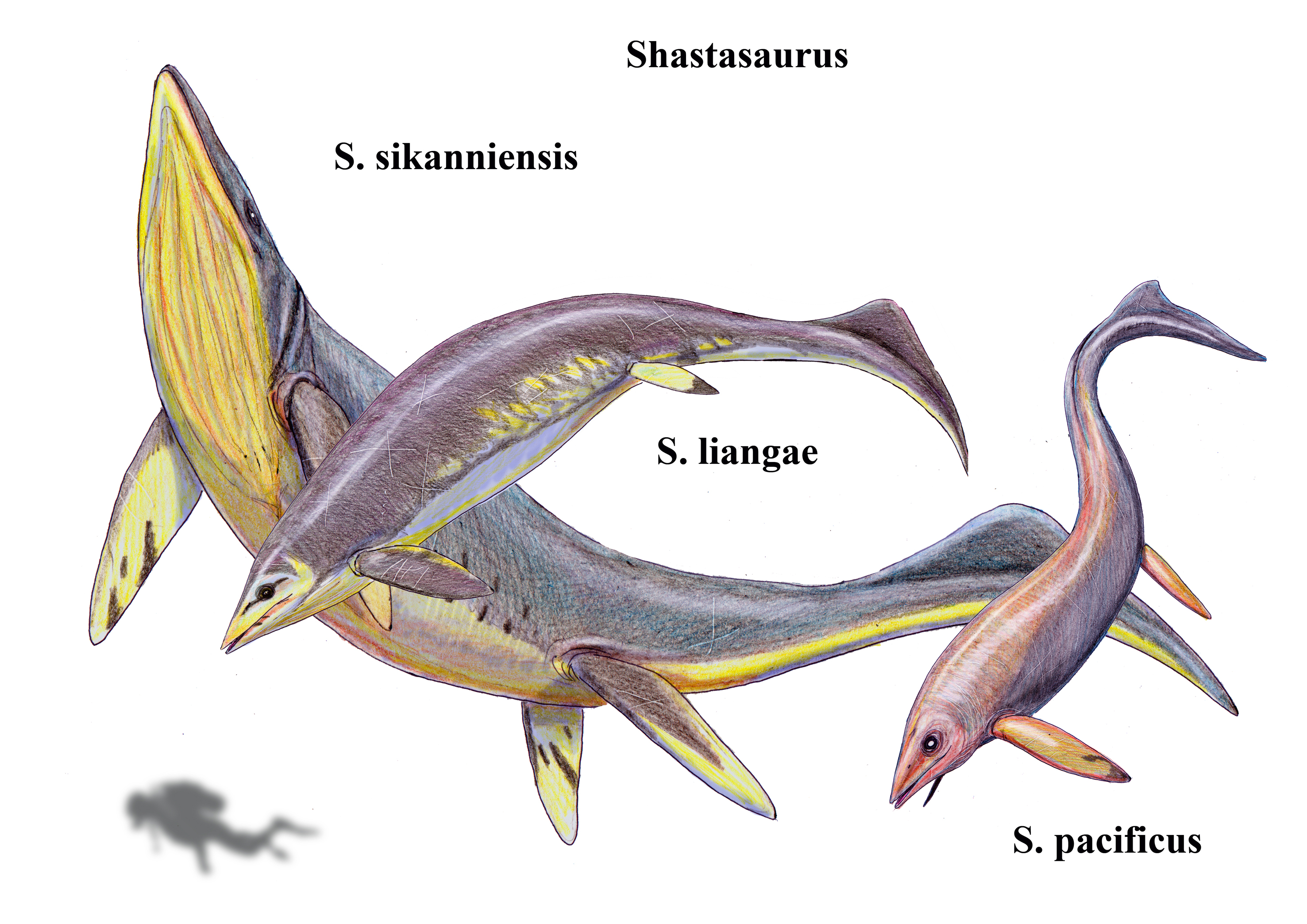
Recreación de tres de las especies de Shastasaurus.

S. sikkanniensis fue originalmente descrito en 2004 como una especie gigante del género Shonisaurus. Sin embargo, esta clasificación no estaba basada en algún análisis filogenético, y los autores originales ya habían notado similitudes con Shastasaurus. El primer estudio que examinó estas relaciones, hecho en 2011, apoyó la hipótesis de que esta especie estaba más relacionada con Shastasaurus que a Shonisaurus, por lo que se la reclasificó como Shastasaurus sikkanniensis. Ejemplares pertenecientes al S. sikanniensis han sido hallados en la formación Pardonet de la Columbia Británica, datando de mediados del periodo Noriense. Sin embargo, un análisis de 2013 apoyó la clasificación original, encontrando que está más cercanamente relacionado con Shonisaurus que a Shastasaurus.
En 2009, Shang & Li reclasificaron la especie Guizhouichthyosaurus tangae como Shastasaurus tangae. Sin embargo, análisis posteriores mostraron que Guizhouichthyosaurus estaba de hecho más emparentado con los ictiosaurios más avanzados, y no puede ser considerado una especie de Shastasaurus.
Especies dudosas que han sido referidas a este género incluyen S. carinthiacus (Huene, 1925) de los Alpes austríacos y S. neubigi (Sander, 1997) de Muschelkalk en Alemania.
Sinónimos de S. liangae:
Guanlingsaurus liangae Yin et al., 2000

Sinónimos de S. pacificus:

Shastasaurus alexandrae Merriam, 1902

Shastasaurus osmonti Merriam, 1902

Sinónimos de S. sikkanniensis:

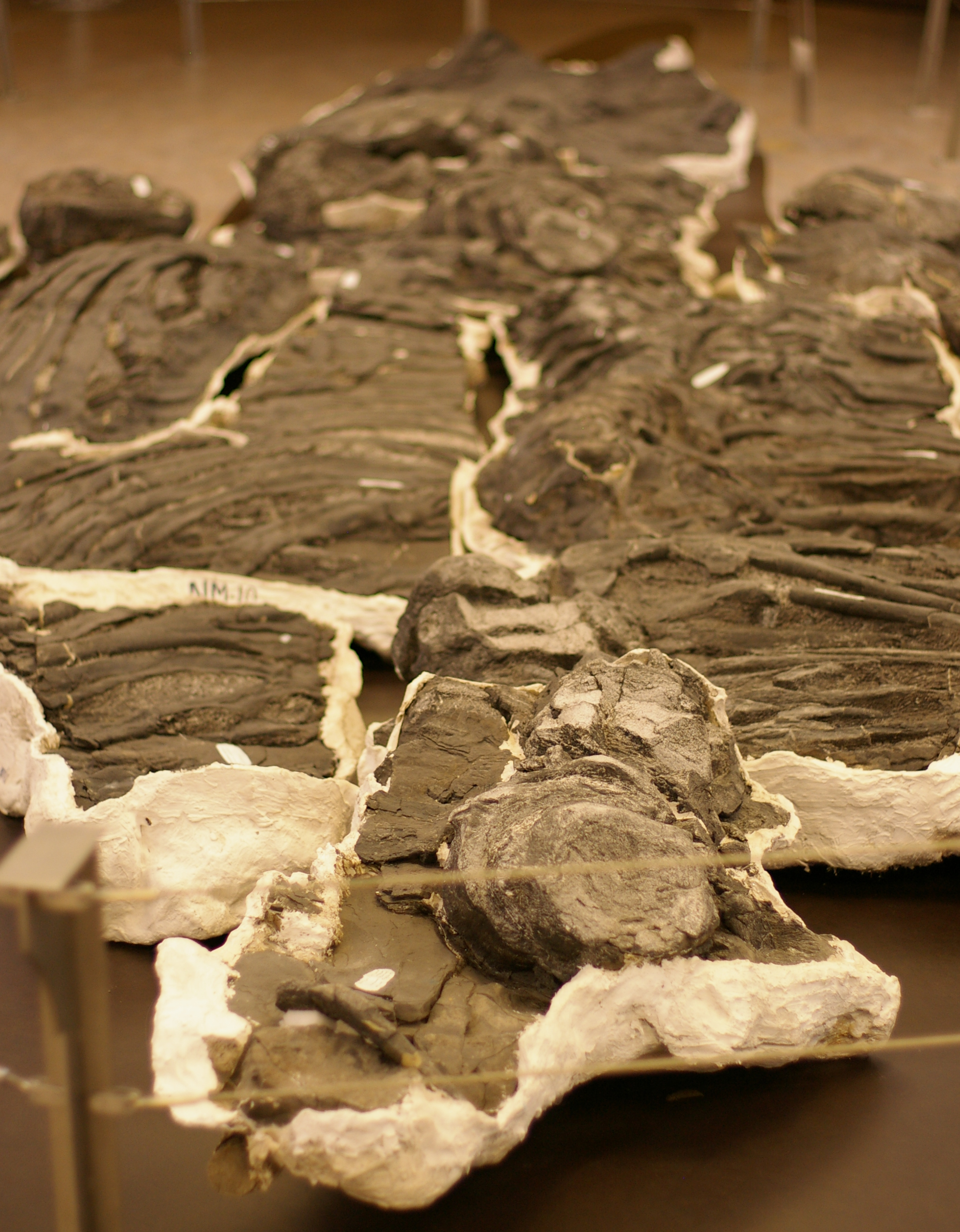
Espécimen de S. sikanniensis, Museo Royal Tyrrell.

Shonisaurus sikkanniensis Nicholls & Manabe, 2004